# Erastroides
Erastroides é um gênero de traça pertencente à família Arctiidae.